# Heritiera globosa
Heritiera globosa är en malvaväxtart som beskrevs av André Joseph Guillaume Henri Kostermans. Heritiera globosa ingår i släktet Heritiera och familjen malvaväxter. Inga underarter finns listade i Catalogue of Life.